# Farewell My Summer Love
Farewell My Summer Love – album składający się z wcześniej niepublikowanych utworów Michaela Jacksona nagranych w latach 1973–1975. Wydany przez wytwórnię Motown, po gigantycznym sukcesie albumu Thriller jako „zagubiony” solowy album Jacksona. Remasterowany album wraz z oryginalnymi miksami utworów na nim zawartych znajdziemy na składance Hello World: The Motown Solo Collection.

## Lista utworów
| 1. | „Don’t Let It Get You Down” (Larson/Marcellino/Richards) | 3:01  |
|    |                                                          |       |
| 2. | „You’ve Really Got a Hold On Me” (Robinson/White/Rogers) | 3:30  |
|    |                                                          |       |
| 3. | „Melodie” (Larson/Marcellino/Richards)                   | 3:21  |
|    |                                                          |       |
| 4. | „Touch the One You Love” (Wayne/Clinton)                 | 2:47  |
|    |                                                          |       |
| 5. | „Girl You’re So Together” (St. Lewis)                    | 3:09  |
|    |                                                          |       |
| 6. | „Farewell My Summer Love” (St. Lewis)                    | 4:21  |
|    |                                                          |       |
| 7. | „Call On Me” (Mizell)                                    | 3:38  |
|    |                                                          |       |
| 8. | „Here I Am (Come and Take Me)” (Green/Hodges)            | 2:53  |
|    |                                                          |       |
| 9. | „To Make My Father Proud” (Crewe/Weiss)                  | 4:04  |
|    |                                                          |       |
|    |                                                          | 30:44 |
|    |                                                          |       |